# Post Human: Nex Gen
Post Human: Nex Gen è l'ottavo album in studio del gruppo musicale britannico Bring Me the Horizon, pubblicato il 24 maggio 2024 dalla Sony Music e dalla RCA Records.
Inizialmente pubblicato nel solo formato digitale, l'album viene pubblicato in formati fisico il 27 settembre 2024.

## Tracce
1. [OST] Dreamseeker – 0:19 (testo: Oliver Sykes – musica: Sykes, Cynthoni)
2. YOUtopia – 4:02 (testo: Sykes – musica: Sykes, Lee Malia, Matthew Nicholls, Zakk Cervini, Dan Lancaster, Lonelyspeck)
3. Kool-Aid – 3:48 (Sykes, Malia, Nicholls, Cervini, Lancaster, Daisuke Ehara)
4. Top 10 Statues That Cried Blood – 4:00 (testo: Sykes – musica: Sykes, Malia, Nicholls, Cervini, Ehara, Lancaster, RJ Pasin)
5. Limousine (featuring Aurora) – 4:11 (testo: Sykes – musica: Sykes, Malia, Nicholls, Aurora Aksnes, Cervini, Ehara, Lancaster, Andrew Goldstein)
6. Darkside – 2:45 (testo: Sykes, Cervini – musica: Sykes, Malia, Nicholls, Cervini, Jordan Fish, Goldstein, Gianni Taylor)
7. A Bullet W/ My Name On (featuring Underoath) – 4:20 (testo: Sykes – musica: Sykes, Malia, Nicholls, Cervini, Ehara, Fish, Goldstein, Lancaster)
8. [OST] (Spi)ritual – 1:54 (testo: Sykes, Cervini, Alexander Nosenko – musica: Sykes, Malia, Matt Kean, Nicholls)
9. N/A – 3:20 (testo: Sykes – musica: Sykes, Malia, Kean, Nicholls, Fish)
10. Lost – 3:25 (Sykes, Malia, Kean, Nicholls, Fish)
11. Strangers – 3:15 (Sykes, Malia, Fish, Michael Tucker, Caroline Ailin)
12. R.I.P. (Duskcore Remix) – 3:23 (testo: Sykes, Taylor – musica: Sykes, Malia, Nicholls, Cervini, Ehara, Lancaster, Danny Couture)
13. Amen! (featuring Lil Uzi Vert e Daryl Palumbo) – 3:09 (testo: Sykes – musica: Sykes, Malia, Cervini, Fish)
14. [OST] Puss-e – 2:49 (testo: Sykes – musica: Sykes, Cynthony)
15. Die4U – 3:27 (Sykes, Fish, Cervini, Tucker, Rami Yacoub, Madison Love)
16. Dig It – 7:12 (testo: Sykes – musica: Sykes, Malia, Nicholls, Cervini, Lancaster)

## Formazione
Gruppo
- Oliver Sykes – voce, programmazione (tracce 1, 2, 4, 5, 7-9, 12, 14, 16), tastiera (traccia 8), produzione (tracce 1-9, 12, 14, 16)
- Lee Malia – chitarra (eccetto tracce 1, 8, 14), cori (traccia 3), produzione (traccia 2)
- Matt Kean – basso (eccetto tracce 1, 8, 14)
- Matthew Nicholls – batteria (eccetto tracce 1, 8, 14)

Altro personale
- Dan Lancaster – programmazione (tracce 2, 4, 5, 7, 9, 12, 16), tastiera (2, 4, 7, 9, 16), cori (tracce 2, 4), produzione (tracce 2-5, 7, 9, 12, 16), ingegneria del suono (traccia 5)
- Zakk Cervini – programmazione (eccetto tracce 3, 6, 9, 10, 13), cori (traccia 7), produzione (tracce 2-13, 16), mastering (tracce 3, 6, 10, 13, 15), missaggio
- BloodPop – programmazione (traccia 15), produzione (tracce 11 e 15)
- Jordan Fish – cori (tracce 10, 11, 13, 15), tastiera (tracce 7, 9), programmazione (tracce 6, 7, 9-11, 13, 15), produzione (tracce 7, 9)
- Cynthoni – programmazione e produzione (tracce 1, 14)
- Evil Twin – produzione (tracce 10, 11, 13, 15)
- Danny Couture – produzione (traccia 12)
- Julian Gargiulo – produzione aggiuntiva (tracce 2-5, 7-9, 12, 16), missaggio (tracce 1-9, 12, 14, 16), ingegneria del suono
- Lonelyspeck – produzione aggiuntiva (tracce 2, 7, 9)
- Daidai – produzione (traccia 6), produzione aggiuntiva (tracce 2-5, 7, 9, 12, 13)
- RJ Pasin – produzione aggiuntiva (traccia 4)
- Gianni Taylor – cori e produzione aggiuntiva (traccia 6)
- Alexander Nosenko – programmazione e produzione aggiuntiva (traccia 8)
- Nik Trekov – produzione aggiuntiva (tracce 10 e 11), missaggio (traccia 15), assistenza ingegneria del suono (traccia 13)
- Tracey Brakes – produzione aggiuntiva (traccia 12)
- Deathnyann – produzione aggiuntiva (traccia 13)
- Misstiq – produzione aggiuntiva (traccia 13)
- Gupi – produzione aggiuntiva (traccia 15)
- Rhys May – assistenza produzione (traccia 15)
- Guillermo Rodriguez – ingegneria del suono (traccia 13)
- Ben Thomas – ingegneria del suono (traccia 13)
- Phil Gornell – assistenza ingegneria del suono (traccia 3)
- Jason Inguagiato – assistenza ingegneria del suono (traccia 5)
- Ted Jensen – mastering (eccetto tracce 3, 6, 10, 13, 15)
- Aurora – voce aggiuntiva (traccia 5)
- Spencer Chamberlain – voce aggiuntiva (traccia 7)
- Aaron Gillespie – voce aggiuntiva (traccia 7)
- Daryl Palumbo – voce aggiuntiva (traccia 13)
- Lil Uzi Vert – voce aggiuntiva (traccia 13)
- Mark Kouznetsov – arrangiamenti strumenti ad arco (2)
- Lucy Landry – cori (traccia 3)
- RJ Pasin – chitarra (traccia 4)
- Choir Noir – cori (traccia 11)

## Classifiche
| Classifica (2024) | Posizione massima |
| ----------------- | ----------------- |
| Australia         | 4                 |
| Austria           | 6                 |
| Belgio (Fiandre)  | 15                |
| Belgio (Vallonia) | 34                |
| Canada            | 37                |
| Francia           | 51                |
| Germania          | 8                 |
| Irlanda           | 26                |
| Italia            | 76                |
| Finlandia         | 17                |
| Giappone          | 23                |
| Norvegia          | 14                |
| Nuova Zelanda     | 8                 |
| Paesi Bassi       | 19                |
| Polonia           | 41                |
| Regno Unito       | 5                 |
| Stati Uniti       | 36                |
| Svezia            | 27                |
| Svizzera          | 6                 |
| Ungheria          | 15                |